# امیرناصر افتتاح
امیرناصر افتتاح (زادهٔ ۱۴ خرداد ۱۳۱۴ در تهران – درگذشتهٔ ۱۰ بهمن ۱۳۶۶ در تهران)، نوازندهٔ تمبک اهل ایران بود.

## زندگی هنری
امیرناصر افتتاح، ۱۴ خرداد سال ۱۳۱۴ در تهران متولد شد. از کودکی به نوازندگی تمبک علاقه داشت و از ۱۲ سالگی نواختن این ساز را آغاز نمود. او پس از اتمام تحصیلات ابتدایی به مدرسهٔ رازی وارد شد و از آن مدرسه دیپلم گرفت. امیرناصر افتتاح در نوجوانی فراگیری تمبک را نزد «هوشنگ مهرورزان» و «حسین تهرانی» آغاز نمود و پس از تسلط کامل بر نوازندگی، در ۱۷ سالگی با دعوت «داوود پیرنیا» ، همکاری خود را با رادیو آغاز کرد و در مجموعه «برنامهٔ گلها» به نوازندگی پرداخت. او همراه با «اکبر گلپایگانی» برنامه‌های متعددی را به اجرا گذاشت. وی از سوی رادیو به منظور شناساندن موسیقی ایرانی، در برنامه‌ها و سفرهای خارجی و داخلی شرکت نمود. از جمله سفر به کشورهایی نظیر: آمریکا، آلمان، انگلستان، کویت و شهرها و استان‌هایی نظیر: شیراز، اصفهان، آبادان، اهواز، بندرعباس، گیلان، مازندران و … امیرناصر افتتاح همراه با هنرمندانی مانند: «پرویز یاحقی» ، «فرهنگ شریف» ، «همایون خرم» ، «جلیل شهناز» ، «مجید نجاحی» ، «رضا ورزنده» ، «احمد عبادی» و «علی‌اصغر بهاری» در آثار متعددی به اجرای موسیقی پرداخت.
وی در امور خیریه نیز فعال بود و با افتتاح کلاس موسیقی شاگردان بسیاری را پرورش داد. محمد اسماعیلی، بهمن رجبی، مرتضی اعیان، محمود فرهمند٬ آبتین اجلالی و امیربابک رکنی از شاگردان او بودند. از وی به عنوان نوازنده‌ای صاحب سبک یاد می‌شود و شیوهٔ او در آموزش تمبک به «سبک افتتاح» شهرت دارد. از او کتابی با عنوان «تنبک نوازی به روایت امیرناصر افتتاح» با ویرایش و بازنویسی حمید قنبری و پدرام خاورزمینی به چاپ رسیده‌است.
در اسفند ۱۳۹۳ مراسم بزرگداشت «امیرناصر افتتاح» در فرهنگسرای ارسباران تهران برگزار شد.

## آثار هنری
از جمله آثاری که امیرناصر افتتاح در آن‌ها حضور داشته‌است، به موارد زیر می‌توان اشاره نمود:
- آلبوم موسیقی مهر به آهنگسازی پرویز یاحقی[۱۴]
- آلبوم موسیقی طراوت به آهنگسازی پرویز یاحقی[۱۵]
- آلبوم موسیقی افشاری به آهنگسازی محمد موسوی[۱۶]
- آلبوم موسیقی موج آتش به آهنگسازی همایون خرم[۱۷]
- آلبوم موسیقی سوز پنهان به آهنگسازی همایون خرم[۱۸]
- آلبوم موسیقی شام بی‌سحر به آهنگسازی همایون خرم[۱۹]
- آلبوم موسیقی نغمه همایونی به آهنگسازی همایون خرم[۲۰]
- آلبوم موسیقی نوای ناب ۱ به آهنگسازی حبیب‌الله بدیعی[۲۱]
- آلبوم موسیقی چنگ اورنگ به آهنگسازی فرهنگ شریف[۲۲]
- آلبوم موسیقی دخترک ژولیده به آهنگسازی فرهنگ شریف[۲۳]
- آلبوم موسیقی عطر افشان به آهنگسازی جلیل شهناز[۲۴]
- آلبوم موسیقی شهناز شهنواز به آهنگسازی جلیل شهناز[۲۵]
- آلبوم موسیقی عشق و زندگی به آهنگسازی جلیل شهناز[۲۶]
- آلبوم موسیقی شور - تار و تنبک به آهنگسازی جلیل شهناز[۲۷]
- آلبوم موسیقی زلف بنفشه به آهنگسازی همایون خرم و خوانندگی نادر گلچین[۲۸]
- آلبوم موسیقی نفس باد صبا به آهنگسازی همایون خرم و خوانندگی نادر گلچین[۲۹]
- آلبوم موسیقی شاخه گل ۱۲ به آهنگسازی روح‌الله خالقی و خوانندگی غلامحسین بنان[۳۰]
- آلبوم موسیقی آتش دل به آهنگسازی عبدالحسین برازنده و خوانندگی جلال‌تاج اصفهانی[۳۱]
- آلبوم موسیقی آوای سیاوش (پرواز) به آهنگسازی فرهنگ شریف و خوانندگی محمدرضا شجریان[۳۲]
- آلبوم موسیقی قدر محبت به آهنگسازی انوشیروان روحانی، فضل‌الله توکل، جهانبخش پازوکی، محمد حیدری و خوانندگی اکبر گلپایگانی[۳۳]

## درگذشت
امیرناصر افتتاح، ۱۰ بهمن سال ۱۳۶۶ به علت سکتهٔ قلبی ناشی از فشار روحی درگذشت. پیکر او در ۱۱ بهمن ۱۳۶۶ در امامزاده طاهر کرج به خاک سپرده شد.
بنا بر وصیت وی، ادارهٔ کلاس او به امیربابک رکنی سپرده شد.